# 잭 구디

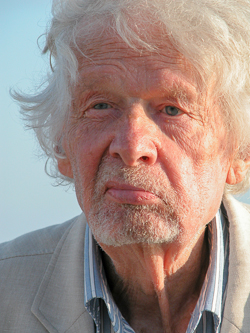

잭 구디(Jack Goody, 1919–2015)는 영국의 사회 인류학자였다. 그는 케임브리지 대학의 저명한 강사였다.
제임스 조지 프레이저의 《황금가지》와 고고학자 비어 고든 차일드에게 영감을 받아 1946년 대학 공부를 재개하면서 고고학 및 인류학으로 편입했다. 마이어 프로테스는 사회 인류학에서 그의 첫 번째 멘토였다. 구디는 북부 가나의 부족과 현장 조사를 마친 후 점점 유럽, 아프리카 및 아시아에 대한 비교 연구로 눈을 돌렸다.
1954년에서 1984년 사이에 그는 케임브리지 대학에서 사회인류학을 가르쳤고 1973년부터 1984년까지 William Wyse 교수 로 재직했다. 그는 1987년 가을 예일 대학교에서 Luce 강의를 했다.
구디는 기술로서의 문해의 전제 조건과 효과를 측정하려고 시도하면서 읽고 쓰는 능력의 비교 인류학을 개척했다. 그는 또한 가족의 역사와 상속의 인류학에 대해 출판했다. 또한 꽃과 음식의 인류학에 관한 글을 썼다.